# Wellcome Collection
La Wellcome Collection è un museo e una biblioteca con sede al n. 183 di Euston Road, Londra, Inghilterra, che mostra una miscela di manufatti medici e opere d'arte originali che esplorano "idee sulle connessioni tra medicina, vita e arte". Fondata nel 2007, la Wellcome Collection attira oltre 550.000 visitatori all'anno. La sede offre mostre e collezioni contemporanee e storiche, la Wellcome Library, un caffè, una libreria e strutture per conferenze. Oltre alle sue strutture fisiche, la Wellcome Collection mantiene un sito Web di articoli originali e immagini archiviate relative alla salute.

## Storia e sviluppo

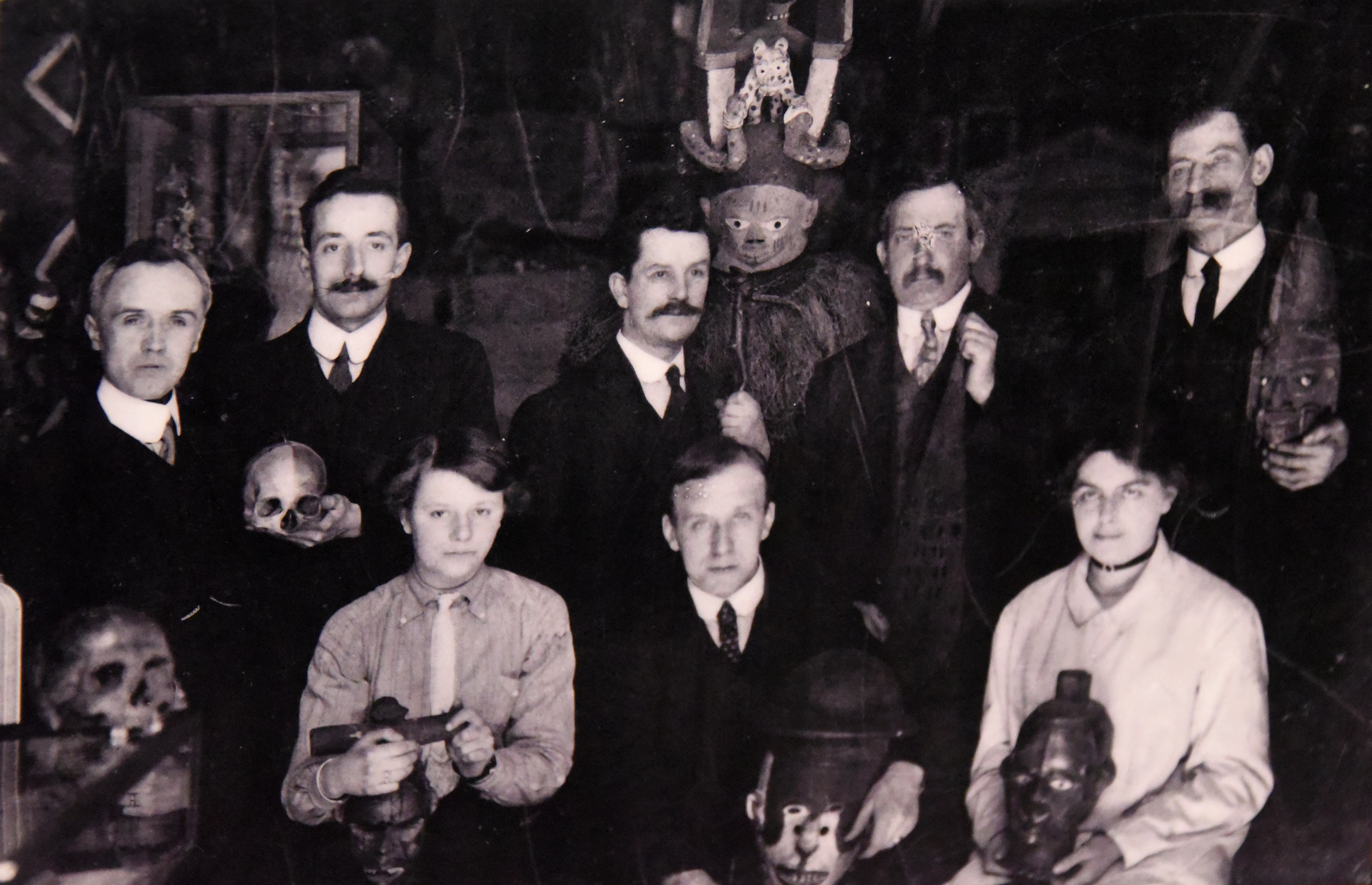
Personale del Wellcome Historical Medical Museum, 1915 circa

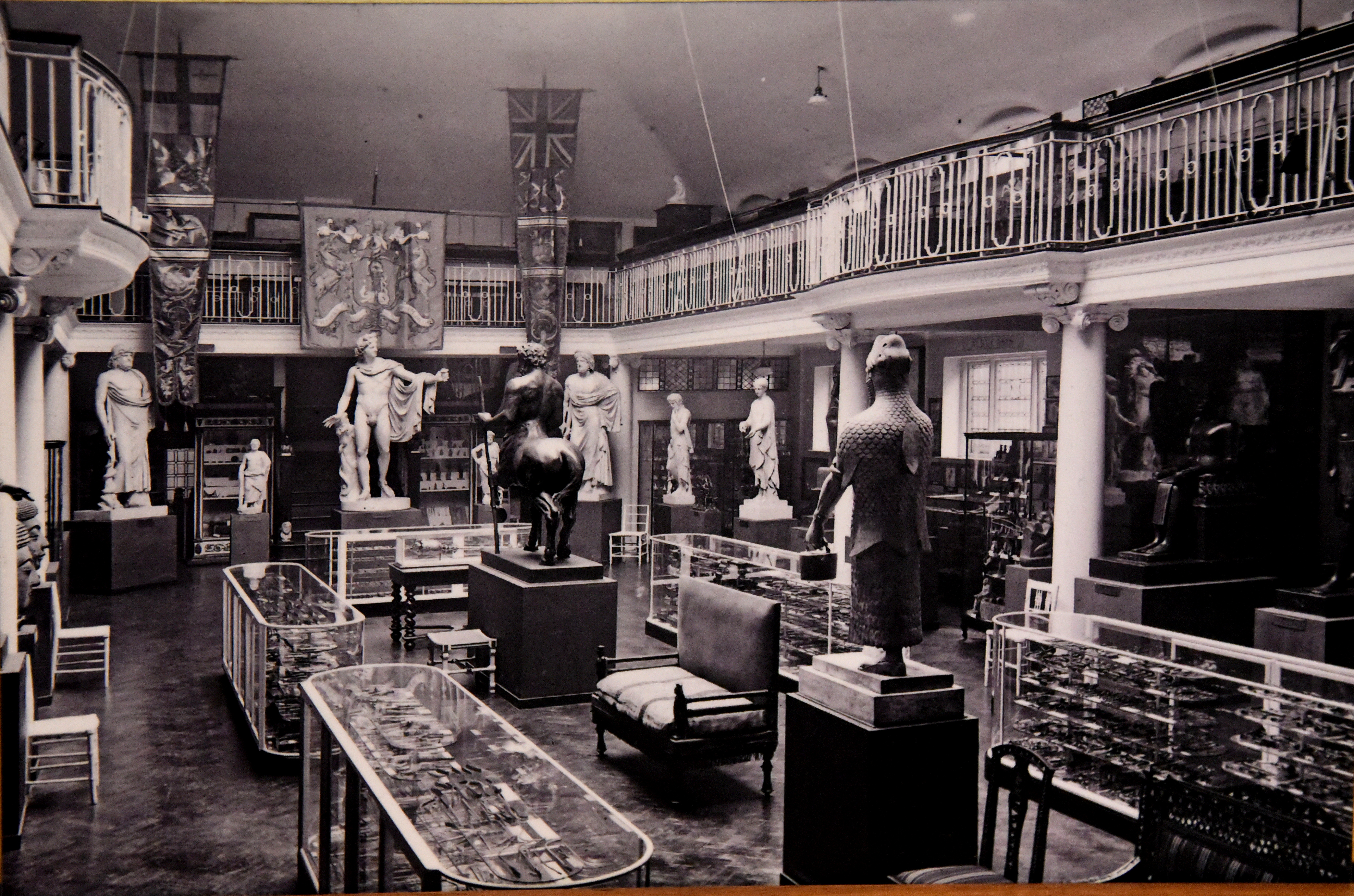
Sala delle Statue, Wellcome Historical Medical Museum, Wigmore Street, Londra, c. 1926. Fotografo sconosciuto. The Wellcome Collection, Londra

La Wellcome Collection fa parte del Wellcome Trust, fondata da Sir Henry Solomon Wellcome (1853-1936). Viaggiatore estensivo ed entusiasta, Henry Wellcome ha accumulato un'enorme collezione di libri, dipinti e oggetti sul tema dello sviluppo storico della medicina in tutto il mondo. C'era un precedente Wellcome Historical Medical Museum al 54a di Wigmore Street, che ospitava manufatti provenienti da tutto il mondo.
Il Wellcome Trust ha trasferito i suoi uffici amministrativi nel nuovo Gibbs Building (progettato per il Trust da Michael Hopkins e Partners), nel sito adiacente ad Euston Road, completato nel 2004: creando così l'opportunità per una nuova sede pubblica nel vecchio Wellcome Building. La collezione è stata aperta al pubblico nel giugno 2007.
A causa delle sue partecipazioni storiche, la Wellcome Collection è membro del London Museums of Health & Medicine Group.
Aperta dal 2007, la Wellcome Collection ha riaperto con ulteriori spazi pubblici nell'ottobre 2015.
 Melanie Keen. ha assunto la direzione della Wellcome Collection nel 2019.

## Wellcome Library

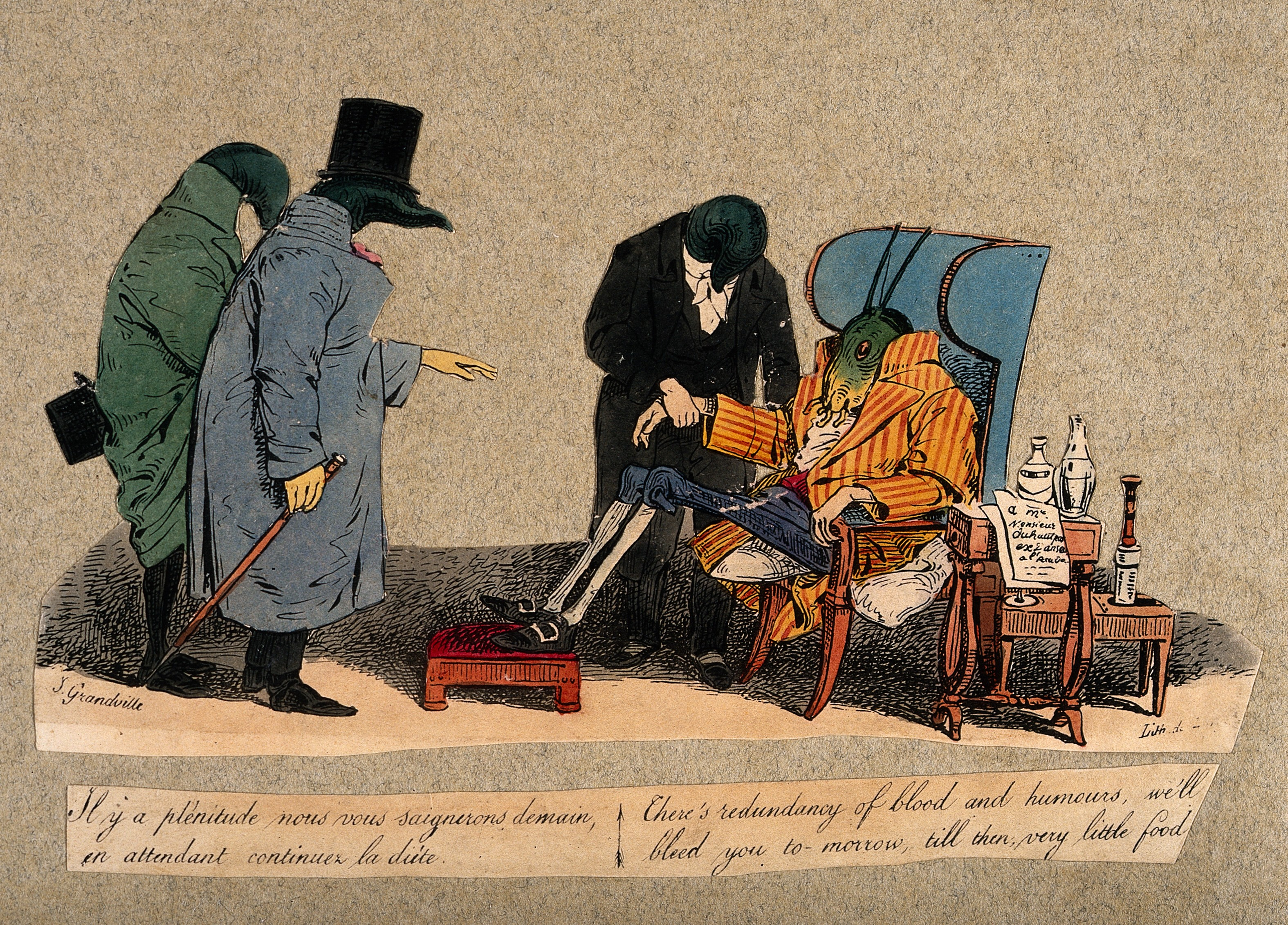
Tre sanguisughe assistono una cavalletta, che prescrive un corso di salasso, cartone animato di Jean-Ignace-Isidore Gérard del 1832 circa. Collezioni della Wellcome Library.

La Biblioteca Wellcome fornisce l'accesso a collezioni di libri, manoscritti, archivi, film e immagini sulla storia della medicina dai tempi più antichi fino ai giorni nostri.

## L'Hub
Situato al 5º piano della Collezione, The Hub è uno spazio di collaborazione tra ricercatori, che "riunisce voci e competenze diverse come parte di un esperimento per vedere quale nuova conoscenza può essere creata".
I primi residenti dell'Hub, Hubbub, hanno esplorato le dinamiche di "riposo, rumore, tumulto, attività e lavoro" da ottobre 2014 a luglio 2016.
Nell'ottobre 2016-luglio 2018, creata Out of Mind, un gruppo che esplora la demenza e le arti, iniziò la propria residenza. "Molti membri principali del gruppo provenivano dal Dementia Research Center (DRC) dell'University College di Londra. Il team mirava a esplorare ciò che la demenza significa per tutti noi, nonché le definizioni impegnative della condizione".
Dal 2018 al 2020, la pluripremiata società di arti creative e ente di beneficenza Heart n Soul, ha preso residenza presso The Hub "esplorando idee come la 'normalità' e il valore della differenza tra tutti noi".

## La sala di lettura
Ristrutturata nel 2015 come parte del rinnovamento del 2015 della Wellcome Collection, la sala di lettura è aperta al pubblico.

## Collezioni

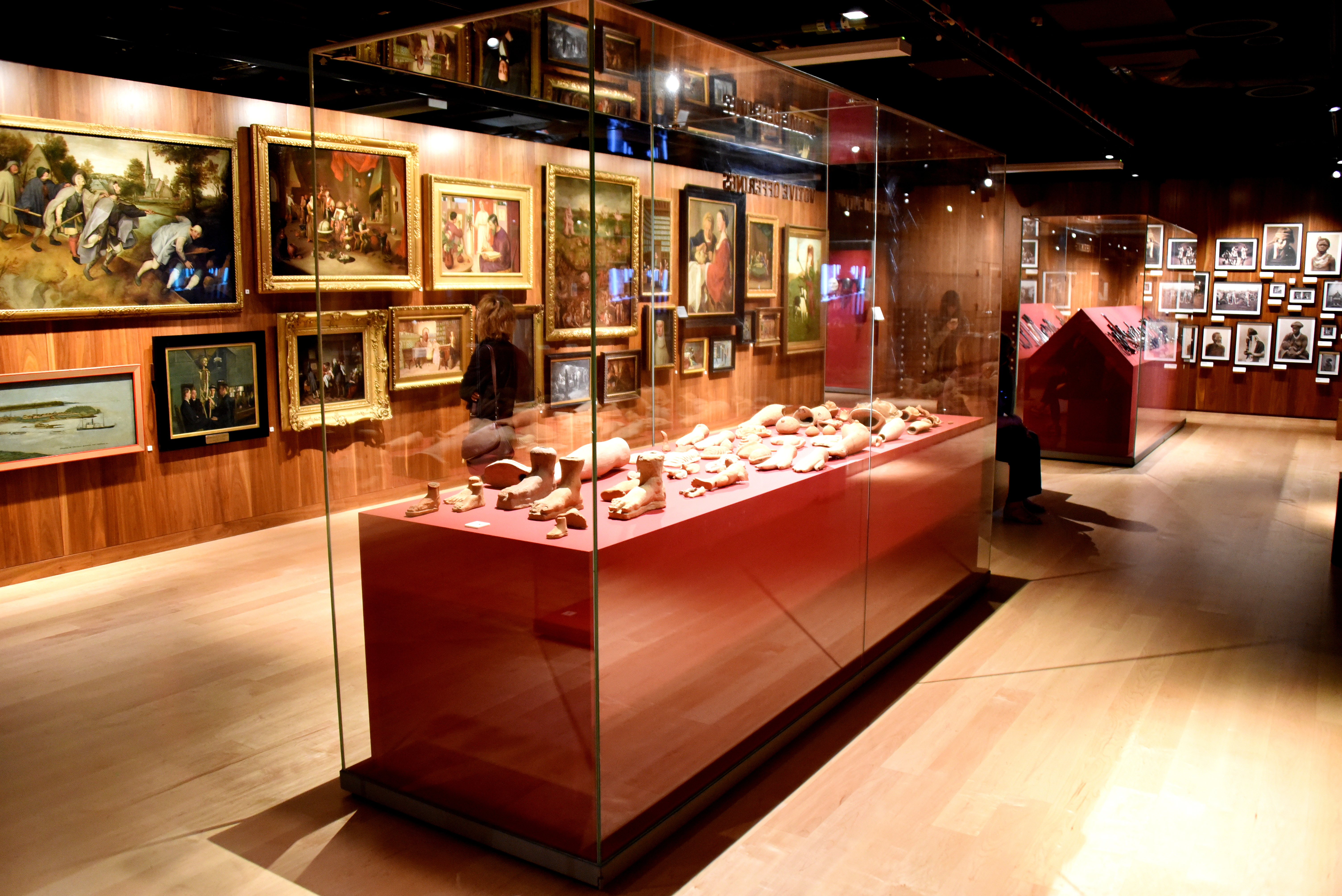
Lo stregone, una delle gallerie della Wellcome Collection, Londra

La collezione è divisa in diverse gallerie. ''Being Human'' è una mostra permanente inaugurata nel 2019 progettata con l'aiuto di artisti e attivisti disabili nell'ambito del modello sociale della disabilità, rendendola una delle gallerie più accessibili al mondo. "Being Human" esplora cosa significa essere umani nel 21º secolo concentrandosi sulle storie personali ed è diviso in quattro parti: genetica, mente e corpo, infezione e degrado ambientale. Include opere d'arte di Yinka Shonibare CBE, Latai Taumoepeau, Kia LaBeija, Mary Beth Heffernan e lo striscione 'Water is Life' di Isaac Murdoch progettato per le proteste di Standing Rock.
Il museo in precedenza ospitava il Medicine Man, una mostra permanente che esponeva una piccola parte della collezione di Henry Wellcome. La mostra si è chiusa definitivamente il 27 novembre 2022 dopo quindici anni di attività. Sebbene faccia parte di un programma in corso per aggiornare il modo in cui viene esposta la collezione, la chiusura è stata percepita come il risultato di preoccupazioni su "teorie e linguaggio razzisti, sessisti e discriminatori verso i disabili".
Lo spazio espositivo principale ospita un programma variabile di eventi e mostre. Lo spazio ha incluso opere di Felicity Powell e Bobby Baker.
L'atrio dell'edificio e le aree pubbliche di solito includono un'opera del 1950 di Pablo Picasso (originariamente su un muro nell'appartamento di John Desmond Bernal a Torrington Square) e una di Anthony Gormley. Una figura di Marc Quinn giaceva originariamente senza protezione sul pavimento di pietra, poi spostata all'interno di una teca di vetro e anch'essa non è attualmente visibile. La collezione comprende 17.500 amuleti, talismani e ciondoli magico-medici raccolti da Henry Wellcome nel Nord Africa islamico e in altre parti del mondo.
La Wellcome Collection sta digitalizzando e concedendo in licenza apertamente la sua collezione; a partire da gennaio 2020 ha realizzato oltre 40 milioni di immagini da 325.000 articoli (libri, manoscritti, archivi, opere d'arte, materiale audio e video ecc.), disponibili su wellcomecollection.org e tramite una gamma di servizi di terze parti.